# Lourde (Haute-Garonne)
Lourde település Franciaországban, Haute-Garonne megyében. Lakosainak száma 113 fő (2022. január 1.). Lourde Antichan-de-Frontignes, Génos, Mont-de-Galié, Ore és Saint-Pé-d’Ardet községekkel határos.

## Népesség
A település népességének változása:
| Lakosok száma | 87   | 74   | 62   | 99   | 90   | 91   | 92   | 92   | 93   | 113  |
|               | 1968 | 1982 | 1990 | 2006 | 2013 | 2015 | 2017 | 2019 | 2020 | 2022 |